# Class Reunion
Pour les articles homonymes, voir Class.
Pour plus de détails, voir Fiche technique et Distribution.
Class Reunion ou American Class (National Lampoon's Class Reunion) est un film américain réalisé par Michael Miller, sorti en 1982.

## Synopsis
Des meurtres mystérieux dans un lycée.

## Fiche technique
- Titre : Class Reunion
- Autre titre : American Class
- Titre original : National Lampoon's Class Reunion
- Réalisation : Michael Miller
- Scénario : John Hugues
- Photographie : Philip H. Lathrop
- Musique : Peter Bernstein et Mark Goldenberg
- Pays d'origine :  États-Unis
- Langue : Anglais
- Format : Couleur (Metrocolor) - 1,85:1
- Genre : Comédie horrifique
- Durée : 84 minutes
- Dates de sortie : 
  - États-Unis : 29 octobre 1982
  - Australie : 24 mars 1983
- Interdit aux moins de 12 ans

## Distribution
- Gerrit Graham : Bob Spinnaker
- Michael Lerner : Dr Robert Young
- Misty Rowe : Cindy Shears
- Blackie Dammett : Walter Baylor
- Miriam Flynn : Bunny Packard
- Mews Small : Iris Augen
- Stephen Furst : Hubert Downs
- Art Evans : Carl Clapton
- Randy Powell : Jeff Barnes
- Anne Ramsey : Mrs. Tabazooski
- Chuck Berry : Lui-même
- Steve Tracy : Milt Friedman